# Allan Starski

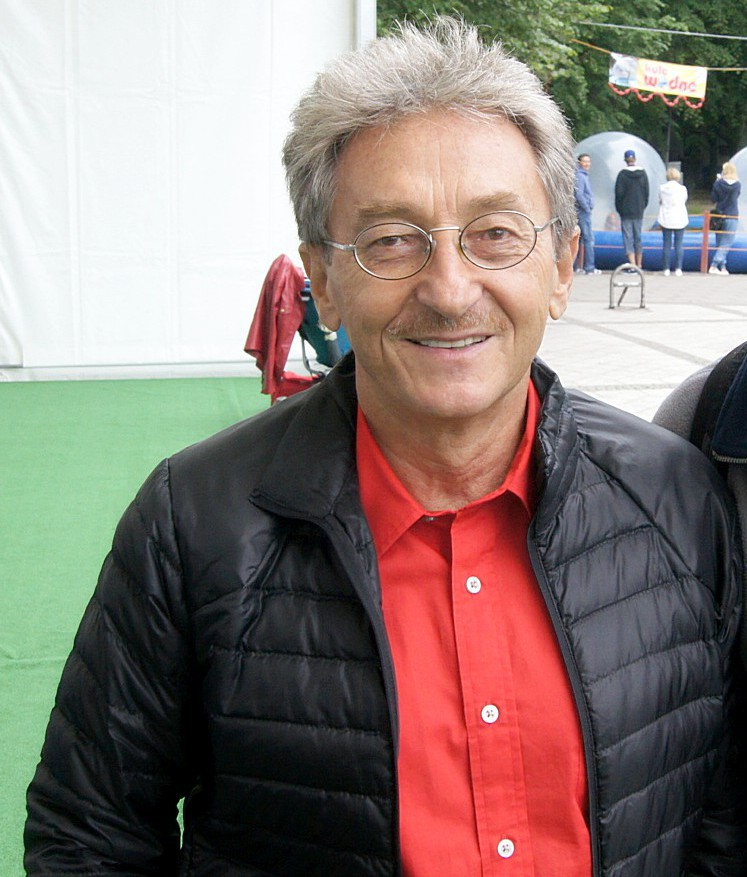
Allan Starski

Allan Mieczysław Starski (sinh ngày 1 tháng 1 năm 1943) là một nhà thiết kế và trang trí bối cảnh người Ba Lan từng đoạt giải Oscar.

## Sự nghiệp
Allan Starski là con trai của nhà biên kịch và nhạc sĩ nổi tiếng gốc Do Thái  Ludwik Starsk. Ông tốt nghiệp chuyên ngành kiến trúc tại Học viện Mỹ thuật ở Warsaw vào năm 1969.
Vào năm 1993, nhờ bộ phim chính kịch Bản danh sách của Schindler, ông giành Giải Oscar cho Thiết kế sản xuất xuất sắc nhất. Tiếp đó, Starski hợp tác với đạo diễn Roman Polanski trong bộ phim hồi ký mang tên The Pianist vào năm 2002.

## Phim tiêu biểu
- 2007: Hannibal Rising
- 2005: Oliver Twist
- 2002: The Pianist
- 1999: Pan Tadeusz: The Last Foray in Lithuania
- 1997: Washington Square
- 1993: Schindler's List
- 1990: Europa Europe
- 1990: Korczak
- 1985: No End
- 1983: A Love in Germany
- 1983: Danton
- 1981: Man of Iron
- 1979: The Maids from Wilko
- 1978: Rough Treatment
- 1977: Man of Marble[4]